# Quixeramobim
Quixeramobim est une ville brésilienne de l'État du Ceará. Sa population était estimée à 75 565 habitants en 2013. La municipalité s'étend sur 3 275 km2.

## Maires
| Période | Période | Identité                               | Étiquette | Qualité |
| ------- | ------- | -------------------------------------- | --------- | ------- |
| 2009    | 2012    | Edmilson Correia de Vasconcelos Junior | PMDB      |         |